# Atherinomorus balabacensis
Atherinomorus balabacensis is een straalvinnige vissensoort uit de familie van koornaarvissen (Atherinidae). De wetenschappelijke naam van de soort is voor het eerst geldig gepubliceerd in 1910 door Seale.